# L'ultimo agguato
L'ultimo agguato (A Life at Stake) è un film del 1954 diretto da Paul Guilfoyle.

## Trama
Edward Shaw è un agente immobiliare che ha subito un tracollo dell'attività. Il giovane chiede aiuto ad un avvocato che lo indirizza ad un cliente disposto ad investire mezzo milione di dollari nella sua società. Il finanziatore è la ricca e seducente Doris, sposata con l'anziano Gus Hillman. Edward, benché scettico, si rende conto che si tratta di un grosso affare e, subendo il fascino di Doris, accetta tutte le condizioni stipulando oltretutto una cospicua polizza di assicurazione sulla propria vita, in modo da proteggersi da eventuali rischi. 
Il marito di Doris invita Edward nella sua villa in montagna e gli versa del sonnifero in una bevanda; così durante la guida verso casa, l'agente immobiliare rischia di precipitare in un burrone. Successivamente Edward conosce Madge Neilan, sorella di Doris, che si innamora di lui e inconsapevolmente gli fornisce la prova di essere vittima di un progetto criminoso. Gli racconta infatti che Doris fu inizialmente sposata al partner d'affari di Hillman, morto poi in un incidente stradale. Rimasta vedova e riscossa la polizza sulla vita del defunto marito, si è poi sposata con Hillman. La notizia sconvolge il giovane Edward, che da quel momento comincia a essere vittima di strani incidenti. Si rivolge alla polizia, che non sembra disposta a credergli; l'unica che ha fiducia in lui è Madge, con la quale decide di organizzare un piano per smascherare Hillman. Anche Doris, in un secondo momento, confessa a Shaw la macchinazione ordita da suo marito, alla quale lei è stata costretta a partecipare per debolezza. Ritornato in montagna, Edward affronta Doris e suo marito e, nella colluttazione, la donna precipita da un dirupo, ma Edward riesce a immobilizzare il criminale e a consegnarlo alla polizia.